# Tapa (obec)
Obec Tapa (estonsky Tapa vald) je samosprávná jednotka estonského kraje Lääne-Virumaa.

## Osídlení
V obci žije téměř deset tisíc obyvatel, z toho dvě třetiny ve městě Tapa a zbytek ve městečku Lehtse a pětadvaceti vesnicích Imastu, Jootme, Jäneda, Karkuse, Kuru, Kõrveküla, Linnape, Loksu, Lokuta, Läpi, Läste, Moe, Nõmmküla, Näo, Patika, Piilu, Pruuna, Rabasaare, Raudla, Rägavere, Räsna, Saiakopli, Saksi, Tõõrakõrve a Vahakulmu.